# Романов, Фёдор Иванович
Фёдор Иванович Романов (25 июля (6 августа) 1854 — 25 июня (8 июля) 1916, Петроград) — врач-патологоанатом, статский советник (1896), ординарный профессор (с 1901) и заведующий кафедрой патологической анатомии Императорского Томского университета; активно пополнял музейные и микроскопические препараты в Институте патологической анатомии; автор работ по инфекционным болезням, различным опухолям и многогнездному эхинококку, а также — об отложениях железа. Кавалер ордена Святой Анны II ст. (1904).

## Биография
Фёдор Романов родился 25 июля (6 августа) 1854 года в семье священника. В 1880 году он окончил медицинский факультет Императорского Харьковского университета, получив степенью лекаря и диплом с отличием, а также — звание уездного врача. Служил военным врачом в частях Русской императорской армии. В студенческие годы являлся учеником харьковского профессора патологической анатомии Владимира Крылова. В 1889 году Романов защитил диссертацию на степень доктора медицины — на тему «Изменения щитовидной железы при внутреннем употреблении иодистого калия и иодистого натрия»; два года спустя он стал прозектором на кафедре патологической анатомии Императорского Томского университета. В 1892 году описал случай врожденного отсутствия правой почки — работа вышла в Омске как предложение к «Протоколам общества врачей».
В январе 1891 года Фёдор Романов стал исполняющим должность (и.д.) приват-доцента в Томском университете; с января 1894 года он был допущен к чтению лекций студентам — в период болезни профессора Ивана Судакевича. С 1895 года он стал постоянным приват-доцентом, а через два года был избран экстраординарным профессором; в 1896 году достиг чина статского советника. Уже в XX веке, в 1901 году, он получил позицию ординарного профессора на томской кафедре патологической анатомии; заведовал кафедрой. Через пять лет, в 1906, Романов был исключен из штата — вышел в отставку, с формулировкой «за выслугой лет». По данным Томского университета, «во время его заведования на кафедре значительно увеличилось количество музейных и микроскопических препаратов, а также пополнилось имущество Института патологической анатомии».
Учеником Романова был, среди прочих, будущий доктор медицинских наук, профессор и заведующий кафедрой Виктор Миролюбов, работавший в те годы прозектором на кафедре патологической анатомии. Кроме того Романов участвовал в работе томского Общества естествоиспытателей и врачей. Скончался в Петрограде во время Первой мировой войны, 25 июня 1916 года.

## Работы
Научные интересы Фёдора Романова касались, преимущественно, инфекционных болезней (в частности, туберкулеза) и опухолей, а также — отложений железа и многогнездного эхинококка (см. многокамерный эхинококкоз); опубликовал пятнадцать статей, включая работы в таких изданиях как «Протоколы общества омских врачей» и «Врач» («Русский врач»):
- Случай врожденного отсутствия правой почки / Д-р Ф. Романов. — Омск : тип. Окр. штаба, 1892. — 41-78 с.
- К патологической гистологии печени при холере // Врач. 1893. № 34;
- К вопросу о многогнездном эхинококке печени // Известия Томского университета. 1895. Кн. 5;
- К учению об опухолях бранхиогенного происхождения: Случай тератоидной опухоли шеи // Известия Томского университета. 1894. Кн. 6;
- Первичная бугорчатка селезенки // Русский врач. 1902. № 41[1];
- Результаты патолого-анатомических вскрытий, произведенных при Императорском Томском университете с 1890 по 1900 г. // Известия Томского университета. 1902. Кн. 19;
- Формативная деятельность клеток при патологических условиях: Речь, читанная на торжественном акте Императорского Томского университета 22 октября 1903 г. // Известия Томского университета. 1904. Кн. 22;
- О сиб. двуустке проф. К. Н. Виноградова (distomum felineum Riv.) по данным патолого-анатомических вскрытий, произведенных при Томском университете с 1892 по 1906 г. // Русский врач. 1907. № 39 и 40, стр. 1333—1338 и стр. 1374—1377[2][3].

## Награды
- Орден Святого Станислава III степени (1890);
- Орден Святой Анны III степени (1894);
- Орден Святого Станислава II степени (1899);
- Орден Святой Анны II степени (1904);
- Медаль в память царствования Императора Александра III;
- Медаль в память 300-летия царствования Дома Романовых.

## Семья
Фёдор Романов был женат на Марии Адамовне (в девичестве — Жуковская), дочери коллежского советника, старшего врача резервного Омского батальона А. А. Жуковского; в семье было четверо детей: Мария (род. 1892), Николай (род. 1893), Татьяна (род. 1896) и Ольга (род. 1902).

## Архивные источники
- Государственный архив Томской области (ГАТО). Ф. 102. Оп. 1. Д. 1003;
- ГАТО. Ф. 102. Оп. 1. Д. 1082;
- ГАТО. Ф. 527. Оп. 1. Д. 539;